# Vinsajärvi (Övertorneå socken, Norrbotten, vid Isovinsa)
Vinsajärvi är en sjö i Övertorneå kommun i Norrbotten och ingår i Torneälvens huvudavrinningsområde.